# أوليفر راثبون
أوليفر راثبون (بالإنجليزية: Oliver Rathbone)‏ هو لاعب كرة قدم بريطاني في مركز الوسط، ولد في 10 أكتوبر 1996 في بلاكبرن في المملكة المتحدة. لعب مع نادي روتشديل.

## وصلات خارجية
- أوليفر راثبون على موقع قاعدة بيانات كرة القدم.إي يو (الإنجليزية)
- أوليفر راثبون على موقع Soccerway.com (الإنجليزية)